# Adalberto Giazotto
Adalberto Giazotto (Gênova, 1 de fevereiro de 1940 — Pisa, 16 de novembro de 2017) foi um físico italiano, pioneiro das pesquisas sobre ondas gravitacionais e pai do experimento VIRGO.